# Chapelle Notre-Dame-du-Purgatoire des Mouilles
La chapelle Notre-Dame-du-Purgatoire des Mouilles ou Notre-Dame-du-Salut, communément appelé chapelle des Mouilles, est une chapelle de confession catholique située aux Mouilles, un hameau de la commune de Bellevaux en Haute-Savoie, dans le diocèse d'Annecy.

## Histoire
Anastasie Favre, une habitante du hameau des Mouilles, fait construire cette chapelle en 1875,. Elle la dédie à Notre-Dame du Salut car en 1860 un incendie se déclare dans une ferme aux Mouilles, menaçant les autres habitations ; Anastasie Favre possédait la statue de la Vierge vénérée autrefois à Notre-Dame-des-Neiges à Nifflon (alpage de Bellevaux). Désireuse de la sauvegarder, elle la sort de chez elle, aidée par son amie Véronique Favrat. On raconte qu'à l'apparition de la Vierge, les flammes se détournèrent. Miracle ou saute de vent ? Toujours est-il que les maisons du hameau furent sauvées. En reconnaissance, Anastasie Favre fit édifier la chapelle, avec l'aide financière des gens de la paroisse, sur un terrain offert par une famille du hameau. La statue de la Vierge s'y trouve désormais.
Une procession a lieu par la venue de la statue Notre-Dame de Boulogne, accompagnée d'une messe en 1945.
Dans les années 1963-1964, une réparation d'ensemble a été entreprise à l'intérieur de la chapelle des Mouilles comportant une amélioration de la distribution électrique et une remise au point nécessitée par un délabrement partiel des murs intérieurs et des peintures.
En 1977, un jeu scénique est célébré pour le centenaire de la chapelle.
En décembre 1994, l'Association Chapelle des Mouilles est créée, afin de financer la rénovation de cet édifice.

## Description

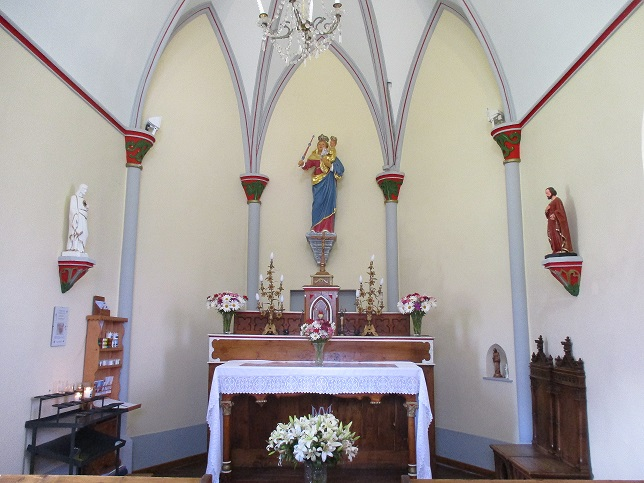
Vue intérieure de la chapelle des Mouilles.

Sculpture polychrome du XVIIIe siècle, la Vierge est l'œuvre d'Emmanuel Gougain, un sculpteur de la région qui, comme à son habitude, a représenté Marie tenant une quenouille.
Un pèlerinage est célébré tous les ans le 15 juillet, au cours duquel les paroissiens « avaient l'habitude de tirer des pétards que l'on appelait des «boîtes». ».